# Mássalhangzó
A mássalhangzók (latinul consonantes) olyan beszédhangok, amelyek képzése során a tüdőből kiáramló levegő a toldalékcsőben valamilyen akadályba (fog, íny, ajak stb.) ütközik (a h-t kivéve). Az alábbiakban bemutatjuk magyarban, illetve az idegen nyelvekben meglévő leggyakoribb mássalhangzókat.

## Csoportosításuk
A mássalhangzókat a képzés helye, módja, valamint a hangszalagok működése (zöngésség) szerint csoportosíthatjuk.

### A képzés módja szerint
A képzés módja szerint a mássalhangzó lehet:
- zárhang (okkluzíva vagy plozíva): ejtésekor a hangképző szervek a levegő útját teljesen elzárják, majd hirtelen kiengedésével képződik a hang (zárhangok: p, t, k, b, d, g, gy, ty);
- réshang (frikatíva): képzésekor a levegő kiáramlása a hangképző szerveken keresztül folyamatos (réshangok: f, v, sz, z, s, zs, h, j stb.);
- zár-rés hang (affrikáta): összetett hang, amelynek képzésekor egy zárhang után közvetlenül egy réshangot ejtünk (zár-réshangok: cs, dzs, c, dz);
- folyékony hangok (likvidák): speciális réshangok, amelyek a következő csoportokra bonthatók:
  - oldalréshang: a nyelv hegye a szájpadlást érinti, miközben a két oldalán a levegő kiáramlik; ide tartozik az l hang;
  - pergőhangok (tremulánsok): a nyelvhegy pergetésével képezzük őket; ide tartoznak az r-szerű hangok:
    - egyperdületű vagy egyszerű pergőhang, újabban legyintőhang (flap): az egyszerű rövid r hang, mint az ember szóban;
    - többperdületű vagy többszörös pergőhang (trill): hosszú pergetett r hang, mint az arra szóban.
- orrhang (nazális): olyan zárhang, amelynek ejtése közben a levegő az orron át áramlik ki (orrhangok: m, n, ny).
- közelítőhang (approximáns): a zárhang és a réshang közötti hang; a hangképző szervek nem zárják el teljesen a kiáramló levegő útját, csak közelítenek egymáshoz; tulajdonképpen lazán ejtett zárhang/réshang. A magyarban ilyen mássalhangzó nincs, de például ilyen az angol w, vagy a spanyolban a szóközi b vagy v.

### A képzés helye szerint
A képzés helye szerint a következő mássalhangzókat különböztetjük meg:
- labiális (ajakhang): ejtésében az ajkak működnek közre. Ezen belül lehet:
  - labiodentális (fog-ajak hang): képzése a felső fogsorral és az alsó ajakkal történik (f, v);
  - bilabiális (ajak-ajak hang): képzése az alsó és a felső ajkakkal történik (p, b, m);
- dentális (foghang): képzésében a nyelv és a fogak vesznek részt (pl. t, d, sz);
- interdentális (fogközi hang): képzése a két fogsor között történik. A magyarban ilyen nincs, de nagyon sok indoeurópai nyelvben létezik (pl. angol, spanyol, görög stb.);
- alveoláris (fogmederhang): képzése a nyelv a felső fogínyhez történő érintésével történik (pl. n, l);
- posztalveoláris (vagy prepalatális): a fogmeder és a szájpadlás között képzett mássalhangzó (s, zs);
- palatális: a szájpadlás legmasabb részén képzett mássalhangzó (j, ny, ty, gy, cs, dzs);
- veláris (hátsó ínyhang): a hátsó szájpadláson képzett hang (k, g, ch, illetve az n a k és a g előtt);
- faringális (garathang): az előbbinél még hátrább képzett mássalhangzó (pl. a német ch-t így ejtik a nacht szóban);
- uvuláris: a nyelvcsap pergetésével képzett hang (pl. a francia „raccsoló” r);
- glottális (hangszalagréshang): h és a glottális stop.

### A hangszalagok működése szerint
A hangszalagoknak a képzésben való részvétele alapján a mássalhangzó lehet:
- zöngés: képzésekor a hangszalagok rezegnek, például m, n, ny, j (és ly), l, r, b, d, g, gy, dz, dzs, z, zs, v
- zöngétlen: ejtésükkor a hangszalagok nem rezegnek, például p, t, k, ty, c, cs, s, sz, f, h

### Egyéb jellemzők
A fenti, általános csoportosításon belül nyelvjárásokban, illetve más nyelvekben ezen kívül sokféle másodlagos ejtésváltozat is előfordulhat a különféle ejtéskísérő-jelenségektől függően: ilyenek például a hehezetes mássalhangzók (régi indoeurópai nyelvekben, valamint az újind és germán nyelvekben gyakoriak), az enfatizált mássalhangzók (főleg a sémi nyelvekben fordulnak elő), retroflex vagy kakuminális – a nyelvhegy visszafordításával ejtett – mássalhangzók (sok magyar nyelvjárásban ejtik így a t, d hangokat), ejektív (nagy nyomatékkal ejtett) mássalhangzók stb.

## A mássalhangzók meghatározása
Egy-egy mássalhangzót a fentebb felsorolt tulajdonságok alapján – zöngésség, képzés helye, képzés módja – definiálhatunk, amelyből a nyelvészek számára pontosan kiderül, hogy melyik hangról van szó. Ha például az m hangot akarjuk meghatározni, akkor ez egy zöngés ajak-ajak-orrhang vagy tudományosan zöngés bilabiális nazális. Hasonlóképpen, ha azt a definíciót olvassuk valamelyik nyelvészeti szakirodalomban, hogy zöngétlen fogréshang vagy zöngétlen dentális frikatíva, abból rögtön meg tudjuk mondani, hogy az sz hangról van szó; és így tovább.

## A mássalhangzók kapcsolódási törvényei a magyarban

### Részleges hasonulás
A hasonuló hang egy képzésmozzanatban változik meg (pl. vasgolyó).

#### Zöngésség szerinti részleges hasonulás
Azt a jelenséget, amikor az egymás mellett álló két mássalhangzó közül az egyik a másikhoz zöngésség tekintetében hasonlóvá válik, zöngésség szerinti részleges hasonulásnak nevezzük. A két szomszédos mássalhangzó közül az egyik zöngés, a másik zöngétlen, s a hátul álló zöngésség tekintetében megváltoztatja az elöl állót, (a hasonítás iránya tehát regresszív). Alfajai zöngésedés és zöngétlenedés.

#### Képzés helye szerinti részleges hasonulás
Az n hang hasonul, mégpedig m vagy ny hangot hallunk helyette (pl. színpad, azonban, ponty). Ezt a fajta hasonulást helyesírásunk nem jelöli.

### Teljes hasonulás
A hasonuló hang több képzésmozzanatban változik meg.

#### Írásban jelöletlen teljes hasonulás
Regresszív (pl. község) és progresszív (pl. anyja).

#### Írásban jelölt teljes hasonulás
- Névszók esetében jelentkezik a -val/-vel, -vá/-vé határozóragok esetében (pl. emberrel, vízzé).
- Igék esetében főként az s, sz, z, dz mássalhangzóra végződő igék után ragasztott személyragok esetében (pl. issza, ássa, visszük, hozzátok, eddzétek (magatokat)).
- Névmások esetében legfőképp az ez, az ragos, képzős alakjaiban jelentkezik (pl. ezzel, abból, ennek, arra).

### Összeolvadás
Két különböző mássalhangzó olvad össze egy harmadikká.
Például: egyszer [eccer], tanítja [taníttya].
Gyakori összeolvadások:
t+j -> ty vagy tty
gy+sz -> cc
d+j -> gy vagy ggy
Kiesés
Három különböző mássalhangzó közül a középső kiesik.
Például: mindjárt [minjárt]
Rövidülés
Két egyforma és egy harmadik, az első kettőtől különböző mássalhangzó áll egymás mellett. Itt a hosszú mássalhangzó helyén rövidet ejtünk. Például:
otthon [othon]
jobbra [jobra]
Mint a többi mássalhangzó-törvény, ez sem veszi figyelembe a szóhatárt, például:
Bükk-fennsík [bükfensík]